# アンリ・デグランジュ

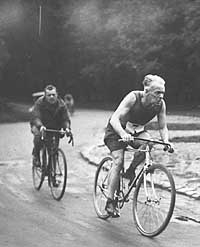
アンリ・デグランジュ

アンリ・デグランジュ（Henri Desgrange、1865年1月31日-1940年8月16日）は、フランス、パリ出身の自転車競技選手、ジャーナリスト。
一般的に、ツール・ド・フランス生みの親、ツール・ド・フランスの父と呼ばれる人物でもある。

## 経歴

### 生い立ち
1865年1月31日、双子の一人として誕生。
1891年に創設された、ボルドー〜パリを観戦したことをきっかけに自転車選手に転じる。
1893年5月11日、パリのビュファロ自転車競技場において35.325kmをマークし、アワーレコードを樹立。
1897年、パルク・デ・プランスの責任者に任命される。
1903年、フランス初の室内自転車競技場、ヴェロドローム・ディヴェールの責任者に任命される。

### ツール・ド・フランスの創設へ
1894年に起こった、ドレフュス事件をきっかけに、親ドレフュス派が発行していたスポーツ新聞、『ル・ヴェロ』に対抗するため、反ドレフュス派が1900年にスポーツ紙『ロト』を発行することになり、その編集長にデグランジュが任命された。当時、ル・ヴェロはスポーツ新聞としてはフランス最大の発行部数を誇っており、その地位を奪うべく考案されたのがツール・ド・フランスであった。
ツール・ド・フランスの原型となるもの考案したのは、1902年11月、当時26歳で、ロトの自転車競技編集部のチーフであったジェオ・ルフェーヴル。フランス一周を6日間で走破するレースをぶちまけた。この提案をルフェーヴルとともに上層部に提言したところ、経理担当役員のヴィクトル・ゴデが「これはおもしろい！」と乗り気になった。1903年1月19日、ロトは同年7月に第1回を開催することを発表した。
しかし当初、デグランジュはツール・ド・フランスを懐疑的に見ており、記念すべき1903年7月1日のスタート日にも顔を見せていない。第1回のレース責任者は、ルフェーヴルが務めている。というのは、デグランジュは当初、ピレネー山脈の山岳コースを導入すべきと主張していたが、参加予定の選手たちから、「熊が出たらどうするんだ！」と言われ、却下されたことに起因する。その2年後、デグランジュの提案を受け入れる形で、山岳コースが設けられた（ちなみに、ピレネー山脈がコースに取り入れられたのは1910年からである）。

### レース・ディレクターとして
1904年、レース責任者となったデグランジュは、パリの最終ゴール地点をパルク・デ・プランスに定めた。パルク・デ・プランスのゴールは、1967年まで続くことになる。また、同年のツール・ド・フランスでは、総合2連覇を果たしたはずのモリス・ガランを含めて4人が後に失格となって順位剥奪となったが、これはデグランジュがガランに対し、食事を取る箇所ではない場所で摂取していたことが発覚したことで、500フランの罰金を取っていたことがきっかけとなっている。なお、この事件にかんがみ、翌1905年から（1912年まで）ツール・ド・フランスは、現在行われている総合時間制ではなく、ポイント制を導入することになった。また、1919年には、どの選手が総合成績でトップに立っているのかを示すため、ロトのシンボルカラーである黄色を基調にした、マイヨ・ジョーヌを誕生させた。
一方、歯に衣着せぬ言動をしばし発したことで物議を醸したことがある。中でも、1923年のツール・ド・フランスを優勝することになるアンリ・ペリシエをロト紙上で痛烈に批判したことで2人は犬猿の仲の間柄となってしまい、そのことがきっかけとなり、翌1924年のツール・ド・フランス初日のステージが始まる前、ペリシエがマイヨ・ジョーヌを脱ぎ捨てる一幕も見られた。
また、1929年のツール・ド・フランスでは、ヴィクトル・フォンタンの不運なリタイアに加え、優勝したモリス・デワールが当時所属していたアルシオン・ダンロップが、デワールを勝たせるために他のチームメイトに対して、リタイアを促していたことなどが後に分かるや、1930年のツール・ド・フランスからはトレードチームの参加を一切禁止し、国、地域別対抗戦形式に改めるなど、頑固一徹な部分も垣間見られた。
ツール・ド・フランス開催前までは2万5000部程度に過ぎなかったロトの発行部数は、1933年には85万4000部にまで伸びた。
1936年、病気のため、ロトの創業メンバーの一人である、ヴィクトル・ゴデの息子・ジャック・ゴデにレース責任者の座を譲ることになった。1940年8月16日、ボーヴァロンの自宅で死去。
現在、ツール・ド・フランスにおいてその年の最大標高の山岳をトップで通過したものに与えられる特別賞「アンリ・デグランジュ記念賞」（賞金額は5000ユーロ前後）としてその名を残している。